# Sunny Day Real Estate
Sunny Day Real Estate es una banda de emo y rock alternativo, que se formó en 1992 en Seattle, Washington, Estados Unidos, por Jeremy Enigk, Dan Hoerner, Nate Mendel y William Goldsmith. En 1994 la banda lanzó su álbum debut, Diary, mediante Sub Pop Records, y que contó con el aclamo general de la crítica. Sin embargo, poco después del lanzamiento de su segundo álbum, LP2, la banda se desintegró ya que Nate Mendel y William Goldsmith se unieron a Foo Fighters y Jeremy Enigk emprendió su carrera en solitario. En 1997 la agrupación volvió a los estudios como trío —Nate Mendel permaneció en Foo Fighters— para grabar dos nuevos álbumes, más uno en directo, pero volvió a disolverse en 2001. La banda volvió a reconciliarse en 2009 y, esta vez, con Mendel como bajista.
La banda ayudó a incluir en plena época de grunge un sonido más melódico durante los años 1990. Pese a que no fueron la primera banda en ser considerada emo, sí que fueron uno de los grupos más importantes a la hora de afianzar el género.

## Historia

### Orígenes
La historia comenzó en 1992. Dan Hoerner y Nate Mendel eran compañeros de piso y tocaban juntos en sus ratos libres. Una noche en un bar Dan se quedó prendado del talento del batería de un grupo que estaba tocando en vivo. Ese batería no era otro que William Goldsmith. Dan le convenció de que tocase junto con Nate y formaron un trío musical. Comenzaron a dar conciertos con el nombre de Empty Set, con Greg Williamson, que era el cantante del grupo de Will y que sería mánager y técnico de sonido de Sunny Day Real Estate.
El grupo grabó una demo bajo el nombre Empty Set, pero encontraron una banda que tenía el copyright sobre ese nombre, por lo cual tuvieron que cambiar el nombre del grupo a Chewbacca Kaboom. Grabaron otra demo pero el nuevo nombre también tuvo que ser retirado por los mismos motivos. Cambiaron otra vez el nombre, llamándose ahora One Day I Stopped Breathing, que sería relegado por el definitivo Sunny Day Real Estate. Existen muchas teorías sobre el origen de este nombre: el nombre de una canción de Talking Heads, un poema de T.S. Eliot, pero la más famosa es la de una discusión entre Nate y Dan en la que ambos pensaban que en el mundo todo acabaría comprándose y vendiéndose. Nate aseguró que pronto la gente trataría de comprar "días soleados" (sunny days, en inglés). La banda, ya como Sunny Day Real Estate, grabó en 1993 una demo titulada Flatland Spider, pagada con su propio dinero y con su propia discográfica, One Day I Stopped Breathing. La demo también incluía unas caras B llamadas The Onlies.
Nate estaba al mismo tiempo tocando en otra banda llamada Christ on a Crutch, que se acababa de disolver pero que tenían acordada una última gira por Europa a la que Nate accedió. Mientras tanto, Will llamó a Jeremy Enigk, viejo amigo suyo que tocó en varias bandas hardcore punk en el instituto. Comenzaron hablando sobre sus vidas y acabaron hablando sobre música. Jeremy aceptó entrar en el grupo y grabaron una demo, Thief, Steal me a Peach durante la ausencia de Nate. La nueva banda escribió algunas canciones, entre ellas "Seven".
Ya con Nate de regreso de Europa, la nueva banda grabó al menos nueve canciones, entre ellas "Song About an Angel", que añadirían a la demo Thief, Steal me a Peach. Este trabajo llamó la atención de Sub Pop Records.

### Diaryy éxito internacional
Sunny Day Real Estate viajó a los estudios Idful, Chicago, Illinois, para grabar su primer disco de studio, Diary en 1994. La banda decidió mantener su música y a ellos mismos en secreto concediendo una única entrevista y algunas fotografías. Incluso nunca tocaron como banda original en California, lo que alimentaba aún más su misticismo. También tocaron en conciertos con bandas amigas como Shudder To Think, de Washington D. C. y Soul Coughing, de Nueva York. Sub Pop sacó grabaciones compartidas de Sunny Day Real Estate con estas dos bandas.
La banda logró un gran éxito comercial —fue el séptimo lanzamiento más exitoso de Sub Pop con 231.000 copias vendidas— y crítico con Diary y sus sencillos "Seven" y "In Circles" disfrutaron de cierta asiduidad en emisoras de rock, pero sin llegar a alcanzar las listas Billboard. Pese a ello, comenzaron a producirse tensiones en la banda. Sobre todo cuando regresaron a su Seattle natal, donde Jeremy afirmó haber sentido “un profundo sentimiento religioso” que explicaría en una carta a sus fanes. Naturalmente, el guitarrista y cantante del grupo de Seattle quiso plasmarlo en las futuras canciones, pero no todos sus compañeros estaban de acuerdo en ello, lo cual provocó la decisión grabar su último álbum juntos y separarse.
Sunny Day Real Estate grabó su segundo álbum para Sub Pop Records, titulado con el nombre de la banda, pero más conocido como The Pink Album o LP2 por los fanes. El álbum es una colección de viejas y nuevas canciones, pues no tenían material suficiente para lanzar un álbum de canciones inéditas, donde destacan "Friday", "Rodeo Jones" (escrita durante Diary), "J’nuh" y "8", llamada "Song #8" en la demo Thief, Steal me a Peach. El álbum salió a la venta en noviembre de 1995.
Después de esto los caminos de Sunny Day Real Estate se dividieron. Dan se casó, abrió una granja llamada Coyote Canyon y comenzó a trabajar para Atlantic Records. Jeremy comenzó su carrera en solitario publicando un álbum titulado Return of the Frog Queen en 1996 para Sub Pop Records. Will y Nate ingresaron en Foo Fighters, la nueva banda de Dave Grohl (exbatería de Nirvana).
En 1997, Sub Pop Records ofreció a los antiguos componentes de Sunny Day Real Estate la oportunidad de lanzar una recopilación de rarezas. La discográfica les propuso también escribir algunas nuevas canciones. En mitad del trabajo, Will y Nate acuden a Foo Fighters para grabar el disco The Colour and the Shape. Jeff Palmer, bajista de The Mommyheads, se unió a Sunny Day Real Estate, que grabó por primera vez como trío el álbum How It Feels To Be Something On, en 1998. La banda actuó por primera vez en California, algo que en la formación original nunca ocurrió. Jeff Palmer fue expulsado por tensiones en la banda y Joe Skyward (que tocó en bandas como Sky Cries Mary y The Posies) se convirtió en el nuevo bajista para la gira. Esta época coincidió con el fin de la relación de la banda con Sub Pop Records.
La banda grabaó un último álbum para la mítica discográfica titulado sencillamente Live. Un directo en Eugene, Oregón, con Jeremy Enigk, Dan Hoerner y William Goldsmith como representación a la banda original y Joe Skyward en el bajo. También salió en formato VHS.
En 2000 Sunny Day Real Estate grabó su último álbum, The Rising Tide. Fue publicado por Time Bomb Recordings y producido por Lou Giordano. En este último álbum Sunny Day Real Estate lo formaron Jeremy Enigk, Dan Hoerner, y William Goldsmith.

### Legado
La banda de Seattle fue la última gran apuesta de Sub Pop Records también conocida como la casa del grunge después de Soundgarden, Green River (luego Pearl Jam), The Melvins o Nirvana, entre otras. Sunny Day Real Estate fue la gran impulsora del emo de los años 1990, influenciado en gran parte por el post-hardcore de los años 1980 de Fugazi. El legado de Fugazi al igual que las bandas de Washington D. C. mezclado con grunge e incluso algo de progresivo, dio el resultado de Sunny Day Real Estate. La banda abrió un amplio abanico de bandas de emo y de rock alternativo de mediados de los años 1990 como Jimmy Eat World (sobre todo sus comienzos), Christie Front Drive o Mineral. Además, Jeremy Enigk, Nate Mendel y William Goldsmith (todos los miembros originales de la banda excepto Hoerner) formaron en 2003 el grupo The Fire Theft, que cuenta con un único álbum a día de hoy, autotitulado The Fire Theft, lanzado en 2003.

## Discografía

### Álbumes
- Diary - 1994
- Sunny Day Real Estate (LP2) - 1995
- How It Feels To Be Something On - 1998
- Live - 1999
- The Rising Tide - 2000

### Varios
- Flatland Spider - 1993
- Thief, Steal Me a Peach - 1993
- Friday - 1993
- Seven - 1994
- In Circles - 1994
- Shudder to Think/Sunny Day Real Estate - 1994
- Ada 4th Quarter Sampler 94 - 1994
- That Virtua Feeling: Sega and Sub-Pop Get Together
- Batman Forever Soundtrack - 1995
- How It Feels To Be Something On / Bucket Of Chicken - 1998
- Pillars - 1998
- Radio Sampler - 1998

## Miembros

### Miembros actuales
- Jeremy Enigk - cantante principal (1992-1995, 1997-2001, 2009-2013, 2022-presente), guitarra rítmica (1992-1995, 1997-1999, 2009-2013), teclados (1992-1995, 1997-2000), bajo (1999-2000, 2022-presente)
- Dan Hoerner - cantante, guitarra solista (1992-1995, 1997-2001, 2009-2013, 2022-presente)
- William Goldsmith - batería (1992-1995, 1997-2001, 2009-2013, 2022-presente)

### Antiguos miembros
- Nate Mendel - bajo (1992-1995, 1997-1998, 2009-2013)
- Jeff Palmer - bajo (1998)
- Joe Skyward (muerto en 2016) - bajo (1998-1999)
- Greg Suran - guitarra rítmica, teclados (2000-2001)
- Nick Macri - bajo (2000-2001)

### Entrevistas externas
- Entrevista (en Inglés) con Jeremy Enigk en Trilogy Rock (España)

- Datos: Q1361543
- Multimedia: Sunny Day Real Estate / Q1361543